# 神は死んだ
「神は死んだ」（かみはしんだ、独: Gott ist tot, 英: God is dead）または「神の死」（かみのし、英: the Death of God）とは、宗教批判と虚無主義（ニヒリズム）を意味する哲学者フリードリヒ・ニーチェの用語であり、一種の科学的精神（啓蒙的・実証的・合理的精神）であると言われる。ニーチェは「神々の死」とも述べている。近代化・産業化・科学化の中で、ニーチェは宗教的・哲学的観念の滅亡を宣言した。言い換えれば彼は、近代的な「個人」に基づいて世界観を脱神話化した。
ニーチェの批判は、医療科学・自然科学や生物学から大きく影響を受けたと考えられている。ニーチェによれば、神・霊・魂といった虚構によって、栄養・健康・住居といった人生の重大事が軽んじられてきた。神が死んだ（そして神を冒涜することも出来なくなった）からには、最大の問題は地上やからだを冒涜することである。ここでニーチェは、「超人」とは地上的・身体的な人間であると述べている。一方で、超地上的・超自然的な事柄や魂といったものは、不健康な嘘だとしている。

## 概要
「神の死」とは、ニヒリズム的状況。彼岸を「真の世界」とする価値観（プラトニズムやキリスト教等）が崩壊したことで発生し、20世紀の哲学・神学へ衝撃を与えた。
ニーチェによれば、「神の死」とは単なるキリスト教超克ではなく、虚無主義の宣言でもあった。ニーチェが言うには、生の本質とは「力への意志」であり、それは自己維持のために必要な世界解釈を行う。つまり、強者は自己を善とし、弱者を「劣悪」とする。これに対して、弱者は虚構の世界解釈を行うのであり、その一例がキリスト教である。畜群的な弱者は、強者の価値観を転倒させ、支配的な強者を「邪悪」とし、自己正当化する。
弱者の考えにおいては、いずれ来る世の中 ―― または来世 ―― において弱者が支配者となり、強者は貶められる。しかしこのような「神聖」な道徳は、実際は弱者の自己正当化に過ぎず、「神」とはこうした道徳の根拠であり、道徳の全体でもある。ニーチェによると「神聖」な価値観は、彼岸に「真理の世界」を虚構する（例えばキリスト教やプラトン主義等）。この虚構性についての洞察が、「神の死」を宣告することだった。
「神の死」は20世紀の課題の先取りであり、これは「彼岸的真理」を否定することと結び付いている。「真理」や「世界の目的」といったものは、虚構や仮構に過ぎない。このような最高価値の喪失が、虚無主義だとされる。それは、宗教的信条や哲学的理性の権威が失墜したことを宣告していた。
20世紀になって、伝統的な信条・理性が失権したことは、多くの人々にとって現実の問題として自覚された。1950年代のアメリカでは、「神の死の神学」が模索された。この神学は、超越的存在 ―― 伝統的な意味での「神」 ―― を否定した上で成り立つ、宗教的信仰の立場だった。

### 由来
ニーチェの『悦ばしき知識』（Die fröhliche Wissenschaft,1882）の108章、125章、343章で言及されている。その内、最も著名なのは125章の記述であるが、今、ドイツ語版Wikipediaより当該部分を抜粋すると、
Gott ist todt! Gott bleibt todt!
Und wir haben ihn getödtet!
Wie trösten wir uns, die Mörder aller Mörder?
とあり（todt は tot の古いスペル）、英語版Wikipediaでは
God is dead. God remains dead.
And we have killed him.
How shall we comfort ourselves, the murderers of all murderers?
とある。また、『ツァラトゥストラはかく語りき』（1885年）の冒頭部分は、アフォリズム形式で書かれた『悦ばしき知識』（1882年）の思想を承けて書き起こされたものである。

## 理数系や科学との関係
哲学者の仲島陽一が言うには、ニーチェは医療科学や自然科学を引き合いに出すことで自らの主張に「根拠付け」しようとしており、例えばニーチェは次のようにも記している。
教育学者・教育哲学者の菱刈晃夫によると、ニーチェ、マルキ・ド・サド、ショーペンハウアー等やその流れを継ぐ思想家たちの共通点は、自然法則や自然科学を重視して、信仰や伝統を批判する点である。チャールズ・ダーウィンたちによれば、自然および「自然の手先」である生物（人間）に、「善」や「悪」のような倫理的価値は全く無い。自然も生物も、ただ科学的に「あるがゆえにある」だけであり、この認識はニーチェたちが広めた思想にも共通している。
外科医・科学者のロバート・ウィンストンによれば「自然淘汰のプロセスに倫理的価値があるわけではない。自然淘汰は、その本質から言って、倫理的に良いも悪いもなく、ランダムな突然変異にもとづくプロセスである」。
人間は機械的な自然淘汰の産物であり、そのためニーチェ流の思想家たちは人間を「自然の手先」と呼んだ。これは、進化生物学者リチャード・ドーキンスが人間を含め生物を「遺伝子の乗り物」と解説したことに類似している。

## 神の死の神学
ニーチェのことばである「神は死んだ」は、1960年代になり、公民権運動が盛んな時代のアメリカの神学者たちが使うようになった。アメリカの神学者たちは、現代社会において神は人間にリアルな存在ではないという意味で、神は死んでしまったという意味で用いる。
1957年にアメリカの神学者ゲイブリル・ヴァハニアンは『神は死んだ』と題した著書を著した。ヴァニハンはその中で、無神論をアメリカの大衆の生き方であると述べている。
アメリカ人の神学者トマス・アルタイザーはエモリー大学で教えている間に、『神は死んだか?』を出版する。アルターザーは無神論的神学者ではなく、「この歴史の中に神が全く内在化している。」と神の内在化を述べたのであった。
また、アメリカの神学者のウィリアム・ハミルトンが異なった立場から、1961年に著書『キリスト教の新しい本質』で、異なった視点の神の死の神学を展開した。